# Carlo Buccirosso
Carlo Buccirosso (Nápoles, 7 de julio de 1954) es un actor, director de teatro y dramaturgo italiano.

## Biografía
Ha trabajado, en el teatro y en el cine, en varias comedias escritas y dirigidas por Vincenzo Salemme, junto a un reparto formado por Maurizio Casagrande, Nando Paone y Biagio Izzo. En ellas, interpreta el estereotipo del pequeñoburgués napolitano, mesurado pero constantemente ansioso. También interpretará el mismo papel en algunas películas y series de televisión de Carlo Vanzina.
Por su interpretación del político democristiano Paolo Cirino Pomicino en Il divo de su conciudadano Paolo Sorrentino (2008), particularmente apreciada por la crítica, fue nominado al David di Donatello y ganó el Ciak d'oro como mejor actor de reparto. También apareció en otra película de Sorrentino, La gran belleza (2013), que ganó el Óscar y el Globo de Oro a la mejor película extranjera. En 2014, ganó el Nastro d'Argento al mejor actor de reparto por su actuación en la comedia Song'e Napule (2013). Al año siguiente, ganó el David di Donatello al mejor actor de reparto por su actuación en la comedia Noi e la Giulia (2015).
Ha escrito y dirigido varias obras de teatro, debutando con Le idi di marzo (2003).

## Filmografía

### Cine
- L'ultima scena, de Nino Russo (1988)
- Amami, de Bruno Colella (1992)
- El mejor amigo de mi mujer (L'amico del cuore), de Vincenzo Salemme (1998)
- Amore a prima vista, de Vincenzo Salemme (1999)
- Il grande botto, de Leone Pompucci (2000)
- A ruota libera, de Vincenzo Salemme (2000)
- Febbre da cavallo - La mandrakata, de Carlo Vanzina (2002)
- Il mare, non c'è paragone, de Eduardo Tartaglia (2002)
- Le barzellette, de Carlo Vanzina (2004)
- In questo mondo di ladri, de Carlo Vanzina (2004)
- Guardiani delle nuvole, de Luciano Odorisio (2004)
- Eccezzziunale veramente - Capitolo secondo... me, de Carlo Vanzina (2006)
- Il divo, de Paolo Sorrentino (2008)
- I mostri oggi, de Enrico Oldoini (2009)
- Un'estate ai Caraibi, de Carlo Vanzina (2009)
- De cintura para arriba (Dalla vita in poi), de Gianfrancesco Lazotti (2010)
- La gran belleza (La grande bellezza), de Paolo Sorrentino (2013)
- Indovina chi viene a Natale?, de Fausto Brizzi (2013)
- Song 'e Napule, de Manetti Bros. (2013)
- La gente che sta bene, de Francesco Patierno (2014)
- ...E fuori nevica!, de Vincenzo Salemme (2014)
- Noi e la Giulia, de Edoardo Leo (2015)
- Un paese quasi perfetto, de Massimo Gaudioso (2016)
- Se mi lasci non vale, de Vincenzo Salemme (2016)
- Mamma o papà?, de Riccardo Milani (2017)
- Ammore e malavita, regia dei Manetti Bros. (2017)
- Caccia al tesoro, de Carlo Vanzina (2017)
- La banda dei tre, de Francesco Dominedò (2019)
- 5 es el número perfecto (5 è il numero perfetto), de Igort (2019)
- Sono solo fantasmi, de Christian De Sica y Brando De Sica (2019)
- Il giorno più bello, de Andrea Zalone (2022)
- Tutti a bordo, de Luca Miniero (2022)

### Televisión
- Due imbroglioni e... mezzo!, de Franco Amurri – telefilme (2007)
- Un ciclone in famiglia, de Carlo Vanzina – serie de televisión, 17 episodios (2006-2008)
- VIP, de Carlo Vanzina – telefilme (2008)
- Finalmente una favola, de Gianfrancesco Lazotti – telefilme (2008)
- Due imbroglioni e... mezzo!, de Franco Amurri – miniserie (2010)
- Imma Tataranni - Sostituto procuratore – serie de televisión (2019-en curso)
- Ritorno al crimine, de Massimiliano Bruno – telefilme (2021)

### Videoclip
- Chi vuol essere milionario? - Clementino y Fabri Fibra (2019)

## Teatro
- Il romanzo di un farmacista povero de Eduardo Scarpetta (1976)
- Ballata e morte di un capitano del popolo de Luigi Compagnone (1978)
- Sogni, bisogni, incubi e risvegli de Vincenzo Salemme (1989)
- La gente vuole ridere de Vincenzo Salemme (1991)
- ...e fuori nevica! de Vincenzo Salemme (1992)
- Il misantropo de Molière, dirección de Patrick Guinand (1993)
- Il caso di Felice C. de Vincenzo Salemme (1995)
- L'amico del cuore de Vincenzo Salemme (1996)
- Premiata pasticceria Bellavista de Vincenzo Salemme (1997)
- Sogni e bisogni de Vincenzo Salemme (2001)
- Le idi di marzo de Carlo Buccirosso (2003)
- Vogliamoci tanto bene de Carlo Buccirosso (2004)
- I compromessi sposi de Carlo Buccirosso (2007)
- Napoletani a Broadway de Carlo Buccirosso (2008)
- Il miracolo di don Ciccillo di Carlo Buccirosso (2010)
- Finché morte non vi separi de Carlo Buccirosso (2013)
- Il divorzio dei compromessi sposi de Carlo Buccirosso (2014)
- Una famiglia quasi perfetta de Carlo Buccirosso (2015)
- La vita è una cosa meravigliosa de Carlo Buccirosso (2016)
- Il pomo della discordia de Carlo Buccirosso (2017)
- Colpo di scena de Carlo Buccirosso (2018)
- La rottamazione di un italiano per bene de Carlo Buccirosso (2019)
- Due vedovi allegri de Carlo Buccirosso (2021)
- L'erba del vicino è sempre più verde de Carlo Buccirosso (2022)

## Premios y nominaciones
David di Donatello
| Año  | Categoría              | Película                | Resultado |
| ---- | ---------------------- | ----------------------- | --------- |
| 2009 | Mejor actor de reparto | Il divo                 | Nominado  |
| 2015 | Mejor actor de reparto | Noi e la Giulia         | Ganador   |
| 2018 | Mejor actor de reparto | Ammore e malavita       | Nominado  |
| 2020 | Mejor actor de reparto | 5 es el número perfecto | Nominado  |

Nastro d'argento
| Año  | Categoría                  | Película                | Resultado |
| ---- | -------------------------- | ----------------------- | --------- |
| 2014 | Nastro d'argento especial  | La gran belleza         | Ganador   |
| 2014 | Mejor actor de reparto     | Song 'e Napule          | Ganador   |
| 2018 | Mejor actor en una comedia | Ammore e malavita       | Nominado  |
| 2020 | Mejor actor de reparto     | 5 es el número perfecto | Nominado  |

Ciak d'oro
| Año  | Categoría              | Película           | Resultado |
| ---- | ---------------------- | ------------------ | --------- |
| 2009 | Mejor actor de reparto | Il divo            | Ganador   |
| 2018 | Mejor actor de reparto | Ammore e malavita  | Nominado  |
| 2021 | Mejor actor de reparto | Ritorno al crimine | Nominado  |

Festival Internacional de Cine de Venecia
| Año  | Categoría                         | Película          | Resultado |
| ---- | --------------------------------- | ----------------- | --------- |
| 2017 | Premio Pasinetti al mejor reparto | Ammore e malavita | Ganador   |

Festival Internacional de Cine de Bari
| Año  | Categoría              | Película       | Resultado |
| ---- | ---------------------- | -------------- | --------- |
| 2014 | Mejor actor de reparto | Song 'e Napule | Ganador   |